# Une saison de passion
Une saison de passion (titre original : Season of Passion) est un roman écrit par Danielle Steel , paru aux États-Unis en 1979 puis en France en 1981.

## Synopsis
Kate fait la connaissance de Tom Harper, une star du football professionnel, reconnue aux États-Unis. Lors de leur première rencontre, ils ont apprécié leur relation, cependant, après une tentative de suicide ratée, Tom devient mentalement et physiquement handicapé pour le reste de sa vie, laissant Kate bouleversée et enceinte. Cependant, après une nouvelle relation et un nouveau départ, Kate réalise qu'elle doit laisser le passé derrière elle et aller de l'avant.